# ريتشارد بودوان
ريتشارد بودوان (بالإنجليزية: Richard Beaudoin)‏ هو ملحن أمريكي، ولد في 10 أكتوبر 1975.

## وصلات خارجية
- الموقع الرسمي